# Renzo Pasolini
Renzo Pasolini detto Paso (Rimini, 18 luglio 1938 – Monza, 20 maggio 1973) è stato un pilota motociclistico italiano.
Il suo modo di correre entusiasmò le folle, il suo motto poteva riassumersi in "tutto e subito", uno di quei piloti che non facevano calcoli, o sul podio o in terra. Il pubblico degli appassionati fu diviso in quegli anni dal dualismo con Giacomo Agostini che vinse moltissimo. Pasolini invece, anche per il suo modo di correre e l'eccesso di agonismo, fu accompagnato da alcune vicende sfortunate che non gli permisero di vincere il mondiale.

## Biografia

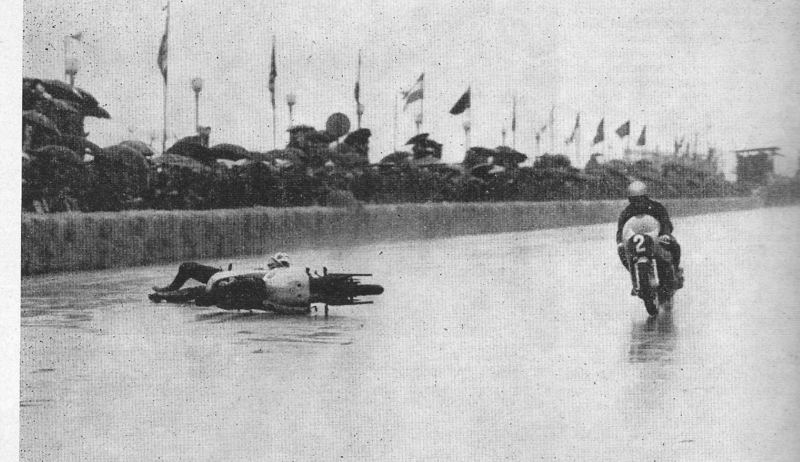
Pasolini su Benelli a Rimini nella gara della 350, durante la Temporada Romagnola 1970. Davanti a lui, caduto a terra, Phil Read.

Renzo Pasolini in sella a una moto Benelli (1973).

Figlio di Massimo, anch'egli corridore motociclista, inizia intorno al 1958 a gareggiare nel Motocross pur avendo una grande passione per la boxe. Pur dedito a discipline sportive non era, come molti piloti, un buon esempio di atleta; non rinunciava al fumo, amava bere, mangiare e fare tardi. La sua guida, tutta istintiva, nelle curve, era un gioco di equilibri e gas, dando sempre la sensazione dell'imminente caduta.
Dopo l'esperienza nel Motocross, con buone soddisfazioni, passa al Campionato velocità, non abbandonando comunque le altre discipline sportive che lo mantenevano in ottima forma fisica.
Inizia nel 1962 con una Aermacchi 175, per due volte vince davanti a Giacomo Agostini, iniziando così quel duello che durerà sempre. Poi due anni di stop, causa servizio militare, si sposa con Anna e ha due figli: Sabrina e Renzo Stefano.
Nel 1964 riprende a correre passando nei seniores alla guida delle Aermacchi 250 e 350, moto non al vertice della tecnica, con cui ottiene ottimi risultati e belle soddisfazioni.
L'anno successivo, nel 1965 ottiene nel campionato italiano il secondo posto con la Benelli 250 dietro a Tarquinio Provini e il terzo nella classe 350 dietro ad Agostini e Giuseppe Mandolini. Nello stesso anno partecipa ad alcune gare del mondiale e al Tourist Trophy.
Il 1966 è ancora un anno di risultati altalenanti ma buoni sia nel campionato italiano che nel mondiale. L'avvenimento più interessante avviene nell'ultima prova del campionato italiano, la Benelli decide di affidargli la nuovissima 500 quattro cilindri che Paso porta alla vittoria, prefigurando un anno successivo ricco di soddisfazioni.
Finalmente con una Benelli più competitiva, Pasolini può combattere con i migliori, e qui iniziano la serie di duelli epici con Agostini (MV Agusta) e Mike Hailwood con la Honda. Nel 1968 colleziona moltissimi secondi posti, ma anche il titolo italiano nella 250 e 350. 
Il 1969 è l'anno in cui le sfide tra i due acerrimi rivali si fanno più intense, alimentate dai media, ma non raggiungono mai livelli pericolosi neanche a parole, mentre in pista la tensione e l'agonismo la fanno da padroni, tant'è che qualcuno propone la solita sfida ad "armi pari", ma la Federazione e le case motociclistiche bloccano tutto sul nascere. È anche l'anno in cui Paso è più vicino al titolo, causa guai al motore e alcune cadute perde il mondiale in favore del secondo pilota della Benelli Kel Carruthers.
Successivamente, nel 1970, sia per la delusione dell'anno precedente, sia per i nuovi regolamenti che limitano la 250, la Benelli punta sulla nuova 350, ma l'annata non è delle migliori. Il 1971 è caratterizzato dal doloroso divorzio tra Paso e la Benelli. Pasolini passa alla Aermacchi che si è unita alla Harley-Davidson e che gli mette a disposizione una nuova 250, che risente di problemi di gioventù. Problemi che costringeranno Paso, la casa costruttrice e i tecnici a un anno di collaudi. La grinta di Paso e dei suoi collaboratori viene premiata nel 1972. La moto è competitiva, ma lo sono anche le altre, ci sono nuovi piloti di talento, uno per tutti Jarno Saarinen. Arrivano vittorie e soddisfazioni, fino al 1973, ma mai il titolo mondiale.
In quel tragico incidente del 20 maggio a Monza (inizialmente si parla di cause diverse, grippaggio, olio in pista, ecc.) Pasolini cade per via del motore freddo che grippa, venendo sbalzato di nuovo in pista e causando la caduta di otto piloti. In gravi condizioni versa Walter Villa, che però si riprenderà, mentre muoiono Renzo e Jarno Saarinen. Sono solo postume le ultime soddisfazioni, la vittoria nel campionato di quell'anno e le vittorie nel mondiale, ben quattro, collezionate dallo stesso Walter Villa, con la moto che sviluppò Paso.
Pasolini è sepolto al cimitero monumentale di Rimini.
Nel 1985 la Ducati, in quegli anni entrata nel Gruppo Cagiva, presenta all'EICMA di Milano la Ducati Paso 750, in onore di Renzo Pasolini. La moto fu ideata da Massimo Tamburini uno dei fondatori della Bimota.

## Risultati nel motomondiale

### Classe 250
| 1965 | Classe | Moto      |   |   |   |   |     |   |   |   |   |   |   |   |   | Punti | Pos. |
| ---- | ------ | --------- | - | - | - | - | --- | - | - | - | - | - | - | - | - | ----- | ---- |
| 1965 | 250    | Aermacchi | - | - | - | - | Rit | 8 | - | - | - | - | - | - | - | 0     |      |

| 1966 | Classe | Moto      |   |   |    |   |   |   |   |   |   |  |   |   |  | Punti | Pos. |
| ---- | ------ | --------- | - | - | -- | - | - | - | - | - | - |  | - | - |  | ----- | ---- |
| 1966 | 250    | Aermacchi | 3 | - | 10 | - | - | - | - | - | - |  | - | - |  | 4     | 14º  |

| 1967 | Classe | Moto    |     |   |   |   |   |   |   |   |   |   |   |   |   | Punti | Pos. |
| ---- | ------ | ------- | --- | - | - | - | - | - | - | - | - | - | - | - | - | ----- | ---- |
| 1967 | 250    | Benelli | Rit | - | - | - | - | - | - | - | - | - | - | - | - | 0     |      |

| 1968 | Classe | Moto    |    |   |   |   |   |   |   |   |   |   |  |  |  | Punti | Pos. |
| ---- | ------ | ------- | -- | - | - | - | - | - | - | - | - | - |  |  |  | ----- | ---- |
| 1968 | 250    | Benelli | NP | - | 2 | 3 | - | - | - | - | - | - |  |  |  | 10    | 6º   |

| 1969 | Classe | Moto    |     |  |  |  |   |     |   |   |     |  |  |  |  | Punti | Pos. |
| ---- | ------ | ------- | --- |  |  |  | - | --- | - | - | --- |  |  |  |  | ----- | ---- |
| 1969 | 250    | Benelli | Rit |  |  |  | 1 | Rit | 1 | 1 | Rit |  |  |  |  | 45    | 4º   |

| 1971 | Classe | Moto      |   |   |   |   |   |   |   |   |   |   |    |   |  | Punti | Pos. |
| ---- | ------ | --------- | - | - | - | - | - | - | - | - | - | - | -- | - |  | ----- | ---- |
| 1971 | 250    | Aermacchi | - | - | - | - | - | - | - | - | - | - | 11 | 5 |  | 6     | 28º  |

| 1972 | Classe | Moto      |   |   |   |   |   |   |   |   |   |   |   |   |   | Punti | Pos. |
| ---- | ------ | --------- | - | - | - | - | - | - | - | - | - | - | - | - | - | ----- | ---- |
| 1972 | 250    | Aermacchi | - | 2 | - | 1 | - | 1 | 2 | - | 2 | 2 | 3 | - | 1 | 93    | 2º   |

| 1973 | Classe | Moto            |   |   |   |    |  |  |  |  |  |  |  |  |  | Punti | Pos. |
| ---- | ------ | --------------- | - | - | - | -- |  |  |  |  |  |  |  |  |  | ----- | ---- |
| 1973 | 250    | Harley-Davidson | 3 | - | - | AN |  |  |  |  |  |  |  |  |  | 10    | 19º  |

| Legenda | 1º posto        | 2º posto            | 3º posto            | A punti      | Senza punti        | Grassetto – Pole position Corsivo – Giro più veloce |
| Legenda | Gara non valida | Non qual./Non part. | Ritirato/Non class. | Squalificato | '-' Dato non disp. | Grassetto – Pole position Corsivo – Giro più veloce |

### Classe 350
| 1964 | Classe | Moto      |    |    |    |   |   |    |   |   |   |   |   |   |  | Punti | Pos. |
| ---- | ------ | --------- | -- | -- | -- | - | - | -- | - | - | - | - | - | - |  | ----- | ---- |
| 1964 | 350    | Aermacchi | NE | NE | NE | - | - | NE | - | - | - | - | 4 | - |  | 3     | 13º  |

| 1965 | Classe | Moto      |    |   |    |    |   |   |    |   |   |   |   |   |   | Punti | Pos. |
| ---- | ------ | --------- | -- | - | -- | -- | - | - | -- | - | - | - | - | - | - | ----- | ---- |
| 1965 | 350    | Aermacchi | NE | 4 | NE | NE | - | 4 | NE | - | 5 | - | - | 6 | - | 9     | 8º   |

| 1966 | Classe | Moto      |    |   |   |   |    |   |   |   |   |   |   |   |  | Punti | Pos. |
| ---- | ------ | --------- | -- | - | - | - | -- | - | - | - | - | - | - | - |  | ----- | ---- |
| 1966 | 350    | Aermacchi | NE | - | 5 | 3 | NE | 4 | 5 | - | - | - | 2 | - |  | 17    | 3º   |

| 1967 | Classe | Moto    |    |   |    |   |   |    |   |   |    |   |   |    |   | Punti | Pos. |
| ---- | ------ | ------- | -- | - | -- | - | - | -- | - | - | -- | - | - | -- | - | ----- | ---- |
| 1967 | 350    | Benelli | NE | 3 | NE | - | 3 | NE | - | - | NE | - | - | NE | - | 8     | 8º   |

| 1968 | Classe | Moto    |   |    |   |   |    |   |   |    |   |   |  |  |  | Punti | Pos. |
| ---- | ------ | ------- | - | -- | - | - | -- | - | - | -- | - | - |  |  |  | ----- | ---- |
| 1968 | 350    | Benelli | 2 | NE | 2 | - | NE | - | - | NE | - | 2 |  |  |  | 18    | 2º   |

| 1970 | Classe | Moto    |   |    |   |   |   |    |   |   |   |   |   |   |  | Punti | Pos. |
| ---- | ------ | ------- | - | -- | - | - | - | -- | - | - | - | - | - | - |  | ----- | ---- |
| 1970 | 350    | Benelli | - | NE | - | - | 2 | NE | 2 | 2 | - | - | 3 | - |  | 46    | 3º   |

| 1971 | Classe | Moto      |   |   |  |   |    |   |   |   |   |   |   |     |  | Punti | Pos. |
| ---- | ------ | --------- | - | - |  | - | -- | - | - | - | - | - | - | --- |  | ----- | ---- |
| 1971 | 350    | Aermacchi | - | - |  | - | NE | - | - | - | - | - | - | Rit |  | 0     |      |

| 1972 | Classe | Moto      |   |   |   |   |   |   |   |    |   |   |   |   |   | Punti | Pos. |
| ---- | ------ | --------- | - | - | - | - | - | - | - | -- | - | - | - | - | - | ----- | ---- |
| 1972 | 350    | Aermacchi | 5 | 3 | 3 | 2 | - | - | 3 | NE | 2 | 2 | 4 | 3 | 2 | 78    | 3º   |

| 1973 | Classe | Moto            |   |   |   |     |   |   |   |    |   |   |   |   |  | Punti | Pos. |
| ---- | ------ | --------------- | - | - | - | --- | - | - | - | -- | - | - | - | - |  | ----- | ---- |
| 1973 | 350    | Harley-Davidson | - | - | - | Rit | - | - | - | NE | - | - | - | - |  | 0     |      |

| Legenda | 1º posto        | 2º posto            | 3º posto            | A punti      | Senza punti        | Grassetto – Pole position Corsivo – Giro più veloce |
| Legenda | Gara non valida | Non qual./Non part. | Ritirato/Non class. | Squalificato | '-' Dato non disp. | Grassetto – Pole position Corsivo – Giro più veloce |

### Classe 500
| 1967 | Classe | Moto    |    |  |    |     |  |  |  |  |  |  |  |  |    | Punti | Pos. |
| ---- | ------ | ------- | -- |  | -- | --- |  |  |  |  |  |  |  |  | -- | ----- | ---- |
| 1967 | 500    | Benelli | NE |  | NE | Rit |  |  |  |  |  |  |  |  | NE | 0     |      |

| 1968 | Classe | Moto    |  |  |  |  |  |  |  |  |  |   |  |  |  | Punti | Pos. |
| ---- | ------ | ------- |  |  |  |  |  |  |  |  |  | - |  |  |  | ----- | ---- |
| 1968 | 500    | Benelli |  |  |  |  |  |  |  |  |  | 2 |  |  |  | 6     | 12º  |

| 1970 | Classe | Moto    |  |  |  |  |  |  |     |    |  |  |     |  |  | Punti | Pos. |
| ---- | ------ | ------- |  |  |  |  |  |  | --- | -- |  |  | --- |  |  | ----- | ---- |
| 1970 | 500    | Benelli |  |  |  |  |  |  | Rit | NE |  |  | Rit |  |  | 0     |      |

| Legenda | 1º posto        | 2º posto            | 3º posto            | A punti      | Senza punti        | Grassetto – Pole position Corsivo – Giro più veloce |
| Legenda | Gara non valida | Non qual./Non part. | Ritirato/Non class. | Squalificato | '-' Dato non disp. | Grassetto – Pole position Corsivo – Giro più veloce |